# 毛利政苗
毛利 政苗（もうり まさなり）は、長門国清末藩3代藩主。諱ははじめ父・毛利元平（匡広）の名前より字を取って匡平（まさひら）、のち政苗に改めた。

## 経歴
享保3年（1718年）2月21日、第2代藩主・毛利元平の七男として生まれる。同年のうちに父は長府藩毛利家を継ぎ、匡広と諱を改めた。享保14年（1729年）、父の死去により、長府藩主を継いだ兄の師就から1万石を分与され、前述の通り生まれた頃（享保4年（1719年））から断絶していた清末藩を再興させ、その第3代藩主となった。享保15年（1730年）12月に叙任する。しかし度重なる風水害により、藩財政は悪化した。安永4年（1775年）7月29日、七男・匡邦に家督を譲って隠居し、覚翁と号した。天明元年（1781年）7月23日、清末にて死去した。享年64。

## 系譜
- 父：毛利匡広（元平）（1675-1729）
- 母：性善院 - 飯田氏
- 正室：光相院（1723-1746）- 松平忠雅の娘
  - 三女：常子（1743-1799） - 織田輔宜継室、のち船越景順継々室
  - 三男：某（?-1744）
- 側室：浄照院 - 今井氏
  - 長男：万之助（1736-1737）
  - 次男：幾三郎（1737-1738）
  - 長女：道子（1739-1803） - 毛利広圓正室
  - 次女：能登子（1743-1766） - 冷泉為栄室
- 側室：尾坂氏
  - 四男：源之助（1746-1754）
  - 四女：兼子（1748-1772） - 戸川逵恒正室
  - 六男：豊五郎（1757-1759）
- 側室：中川氏
  - 五男：毛利元貞（1747-1762）
- 側室：松井氏
  - 五女：庫子（1754-1772） - 桂厳院、池田政直正室
- 側室：妙心院 - 平井氏
  - 六女：清子（1758-1759）
  - 七男：毛利匡邦（1761-1832）